# Petrotilapia
Petrotilapia és un gènere de peixos pertanyent a la família dels cíclids que es troba a l'Àfrica oriental.